# アキカン!
『アキカン!』は、藍上陸による日本のライトノベル作品。イラスト担当は鈴平ひろ。スーパーダッシュ文庫（集英社）より2007年5月から刊行されている。
『ウルトラジャンプ』（集英社）にて2008年11月号から2009年5月号まで宮野桃太郎による漫画が連載された。また、2009年1月から3月までテレビアニメが放送された。

## あらすじ
主人公・大地カケルが自販機で買ったメロンソーダに口をつけると、缶ジュースが美少女に変身した。少女化（ガーリッシュ）するスチール缶の精霊・メロンと過ごすうちに、カケルはスチール缶とアルミ缶の戦い「アキカン・エレクト」に巻き込まれていく。

## 登場人物

### オーナー
大地 カケル（だいち カケル）
声 - 福山潤
本作の主人公。弓月学園の高校1年生。クラスは1年C組。彼女いない歴16年で童貞。4月4日生まれで身長は173センチ、体重は65キロ。趣味はスポーツと缶集め。下ネタを得意とする。基本的に馬鹿で何も考えていない。メロンとしるこのオーナー。たまたま口につけたメロンソーダがガーリッシュしてしまい、メロンのオーナーとなった。その後男屋に「アキカン・エレクト」への参戦を求められるが、戦いは嫌いなために拒否する。しかし結局巻き込まれる形で参戦してしまう。その後紆余曲折を経てたまたましるこのオーナーとなる。そして「アキカン・エレクト」と「インテリジェンス・ポート計画」を阻止するために男屋に宣戦布告をする。過去のとある事件によって人を傷つけることを恐れている。「東京ドームは世界カバディ大会の会場で時々野球をする場所」と言っている。
アニメではメロンだけのオーナー。男屋には「アキカン・エレクト」の阻止を宣言するだけで、宣戦布告はしない。メロンのことを「ペコ缶」（潰れた缶のことで、ポンコツなどと同意）と呼ぶことも。
天空寺 なじみ（てんくうじ なじみ）
声 - 豊崎愛生
民間大手の航空会社スカイエアグループの社長令嬢で、カケルの幼なじみ。本作のカウンター・ヒロインでメロンとはいろいろな部分でライバル。弓月学園1年C組に属する。3月7日生まれで身長は156センチ。頭に白いカチューシャをしている。チャームポイントは上にピンと伸びたアホ毛。性格はのんびりしていて、誰に対しても優しい。しかしカケル曰く「結構腹黒い」らしく、それを示すかのように時折、妄想から暴走を来し、主にカケルがらみで奇行や実力行使に走ることが多い。ひょんなことからエールのオーナーとなった。中学2年の時に父の会社に恨みを持つ男達に誘拐されそうになった際カケルに助けられ、それ以降カケルを恋い慕うようになる。小学生の頃は今と反対な性格をしていた。金持ちの令嬢であるが極度のケチで、口癖は「もったいないお化けが出る」。駄菓子のココアシガレットが好きで（この駄菓子の存在をなじみに教えたのはカケル）特に火であぶって焦がして食べるのがお気に入り。炭酸飲料を飲むと酔っ払い（やっぱりカケルがらみで）奇行、実力行使が激しくなる。
アニメでは劇中で「家が金持ちで学校に多額の寄付をしている」とだけ表現される。また、散らかしっ放しの片付けられないタイプで、エールがメイドになるまでは部屋は荒れ放題だった。
宮下 美咲（みやした みさき）
声 - 広橋涼
星と読書が好きな普通の女子中学生。ぶど子のオーナー。通常はミサキ、とカタカナで表記される。
両親が不仲であり、家庭が常に修羅場状態であることから、そこから逃避するために趣味の世界に没頭するようになる。そして読書趣味が高じて同人誌即売会に手を出すようになり、生まれて初めて一般参加した地元イベントの帰り道にグレープジュースを購入したことからぶど子と巡り合い、姉妹のように仲のいい間柄となる。
後に男屋たちから「アキカン・エレクト」への誘いを受けるも、争いを嫌う彼女は頑なにこれを拒否。しかし男屋たちの策略によりぶど子が彼女に黙って勝手にエレクトに参加して死亡したため、しばらくの間は心のよりどころを失い、これにつけこまれてぶど子の缶も男屋たちに引き渡すこととなってしまう。
その後、一度も自身から前に進むことをしなかった、行動しなかったという過ちに気づき、喧嘩中の両親を叱り飛ばして仲直りさせた上で自らぶど子を探そうとし、その手がかりを求めてカケルたちと再会する。
後に「RG:A」として蘇生していたぶど子と再会。再び彼女のオーナーとしてカケルたちの仲間になる。同人愛好者として有明のイベントに参加するのが現在の密かな夢であるらしい。
アニメでは劇中で「両親は共働きで帰りが遅い」と表現される。また、ぶど子との出会いや本人の趣味等に関しては一切触れられておらず、出番も少なく、パーソナリティー設定が最も希薄なキャラクターであった。
塔堂 拳介（とうどう けんすけ）
私立光丈学園に通う高校2年生。舞のオーナー。元ボクサーであり、甘字五郎にとっては所属する町のボクシングジムの先輩にあたる。身長は172センチ。
かつては将来を嘱望されたボクシング選手であり、光丈学園においても体育科に所属するボクシング特待生だった。しかし、将来性を見込まれたがゆえに天狗となり、他ジムとの練習試合の際に勝手な野試合を起こし、挙句の果てに網膜剥離を患うこととなる。さらには故障を知った師匠の手によってジムを辞めさせられ、部活も追われて特待生資格も剥奪され、ボクシング界から永久追放された。それでもボクシングの道を諦めなかったが、それゆえに師匠からボクシング界の「大人の現実」である「ボクシングで食べられる者など誰一人としていない」という事実を突きつけられる。それにより、自らの信じていた全てに裏切られ、ついに世界を憎むが如くに不良への道を突き進むことになる。
以上のことから解るように、基本的に「生まれ着いての戦士（ボーン・ファイター）」の気質を持っており、戦うことに自らの生きがいを見出している。そのため「アキカン・エレクト」にも獰猛な熱意を持って参加し、カケルたちを苦しめることになる。
しかし一方で前述の野試合とボクシングにまつわる一連の騒動から「傷つけられるものの痛み」を散々に味わわされたことがトラウマとなり、無自覚に「自身が他人を傷つけることを恐れている」ようになってしまっていた。最終的にその部分をカケルに看破されて倒される。
その後は一から全てをやり直すために、師匠と和解して再びボクシングジムに戻り精神とボクシングの腕をリハビリ中。光丈学園では奨学生の地位を得るためにカバディ部に助っ人の形で所属する。
また、この一連の騒動で無意味に人とアキカンを傷つける「アキカン・エレクト」を廃止させるという、カケルと同じ目標を持つが、自身が意地っ張りのため共闘（なれあい）はしないとしている。
実家は寺だが、父親が偉そうに説教をする坊主であり、拳介が格闘にのめりこむのを快く思っていないため、かなり折り合いが悪い。
アニメでは登場しない。
茨木　和美（いばらき かずみ）
大学二年生。神奈川県に住んでいる。瑞佳のオーナー。
髪型はゆるくウェーブをかけたロングで、顔立ちはカケル曰く「派手な顔立ちとはいえない」が、化粧でそれをカバーしている。
瑞佳とは姿が瓜二つで、二人で交互に続きを話していくという独特のしゃべり方をする。瑞佳と同じくピアスをしているが、彼女のものはシルバーのリングのピアスである。
彼氏がいるらしく、ことあるごとにそれを口にするが、当の彼氏は和美と瑞佳が入れ替わっても気づかないらしい。
アキカン・エレクトの新ルールによる瑞佳の対戦相手が、i・con・テストに出場していたメロンだと知り、敵意がないことを伝えるためカケルたちのところへやって来た。
カケルたちのアキカン・エレクトを廃止させるという目標に賛同していたが、味方のアキカンを増やす活動中に瑞佳が連れ去られてしまう。
アニメには登場しない。

### アキカン
アキカン
例えるならジュースの精とでも言うべき存在で、ジュース缶に口をつけた時に女の子の姿に変わる（これをガーリッシュと言う。）。原因は不明。缶に口をつけ、ガーリッシュさせた相手をオーナーと認識する習性があり、基本的に行動を共にすることになる。
アキカンは人間より身体能力がズバ抜けていいものが多く、「清涼飲料魔法」という自分のジュースの特性に合わせた技を持っている。また、元がジュースなため、コールドドリンクのアキカンは寒さに強く（むしろ冷やされるのを好む。）、ホットドリンクのアキカンは逆に暑いのが好きである。
アキカンは大別してスチール缶タイプとアルミ缶タイプに分かれる。次期統一缶のシェア争いをしているため、本能的に仲が悪い。アキカンはガーリッシュ時に一瞬だけ強力な電磁波を発するがこれも材質によってスペクトルが異なり、それぞれ「アルミ波（a波）」「スチール波（s波）」と命名されている。ガーリッシュ後の見分け方は、耳にイヤリングの様に付いているプルタブで、スチール缶タイプは左耳に、アルミ缶タイプは右耳に付いている。耳のプルタブを引っ張られることでガーリッシュが解除され、缶の姿に戻る。缶の状態でも会話は可能だが、自分で動くことは出来なくなる。
アキカンのエネルギー源はそれぞれのジュースそのもので、ジュースを飲むことで補給とし、基本的に人間と同じような食事はしない（そのジュースと同系統の食物は大丈夫らしい）。また、エネルギー量（ジュースの量）が十分であっても、本来の飲む適温でなくなったり、「清涼飲料魔法」を多用したり、炭酸ジュースのアキカンの場合、気が抜けたりすると能力が低下し、活動に支障をきたす。ガーリッシュするのは1種類のジュースに対して1体だけで、同じジュースのアキカンは存在しない。
アキカン・エレクト
現在のスチール缶とアルミ缶が混在している状態では生産も管理も煩雑なため、どちらか一方に統一し、政府公認の缶にしようとする計画。それをアキカン達のバトルでの勝者で決めようというもの。
メロン
声 - 成田紗矢香
メロンソーダの、スチール缶のアキカン。オーナーは大地カケル。本作のヒロインでツンデレ属性。弓月学園1年C組に編入。身長は161センチ。対外的には「大地メロン」と名乗り、デンマークに留学していたカケルの従妹ということになっている。金髪のロングヘアーで、頭の右側でメロンをイメージした緑色の大きい髪飾りで髪を束ねてある。性格は勝気で短気であり、オーナーであるカケルとよく喧嘩をしている。アルミ缶が嫌いなためにエールとはあまり仲が良くないが、最近ではいいコンビになってきている。実際は寂しがり屋で、カケルに飲まれなくなることを怖がっている。野球好きで、好きなチームは阪神タイガース。清涼飲料魔法の「メロメロメロン」「デカメロン」「夕張バリア」や炭酸を使った攻撃が多い。全体能力的にはアキカンの中でも上位のものだと思われる。
アニメでは、カケルにもらったケータイの使用料を稼ぐために、メイド喫茶でバイトを始めた。
しるこ
カケルがメロンの次に少女化させた、おしるこのスチール缶のアキカン。外見は小学校5年生位の女の子。身長127センチ。当然オーナーは大地カケルである。なおカケルからは「しーたん」と呼ばれることがある。
髪はおかっぱ。後頭部に赤いリボンをしているが、あくまでも飾りであり髪をくくっているわけではない。裾がミニスカートのように短い和服を着用。足はつま先から膝の上まで届くほどのロングの白足袋を履いている。腰帯は太く白いものを使用し、結びは後ろで御太鼓結びにしている。本文ではその結びを「さながら白い餅を背負っているよう」と表現される。足下は下駄。
少々舌足らずの丁寧な口調で喋り、驚いたりすると「ぴぃっ!?」と鳴くことがある。性格は丁寧で、だれに対しても優しく接する良い子。家の手伝いなどもよくする。メロンやエールなどは冷たいジュースのアキカンなため暑いのが苦手だがしるこは暖かいジュースのアキカンなため、逆に寒いのが苦手で寝るときなどはネズミの着ぐるみ型のパジャマを着てよくカケルのベッドに入ってくる。好物はおはぎ。お風呂に入るのが好き。
清涼飲料魔法は「おしるこボンバー」があるが、ただ小豆を投げつけるだけの技（小豆自体も何らかの機能を持たない、ただの小豆）であるため戦闘能力はほとんどなく、本人も戦うことは嫌いらしい。
ぶど子がカケル達の仲間に成ってからは、ぶど子と仲良くなり、親友になった。
アニメでは登場しない。
エール
声 - 能登麻美子
スポーツドリンクの、アルミ缶のアキカン。オーナーは天空寺なじみ。身長は170センチで、弓月学園1年C組に編入。丁寧な口調で話し、オーナーのなじみに絶対な忠誠を誓い、日頃はなじみの家でメイドをしている。常にクールだが、オーナーを馬鹿にされると感情が爆発する。おまけに杓子定規で生真面目であるため、からかわれることも多い。動体視力がよく、動くものを見ると目が離せなくなる（精神が猫体系になる）。小さい動物や小さい子も好きであり、そのためスチール缶であるしることも仲がいい。五郎のことをカケルのペットの「痔助」だと思っている。スピードが速く、右手から伸びるスポーツドリンクの振動刀の清涼飲料魔法「アイソトニック・ソード」を使って近距離で戦うタイプ（包丁やカッターなど日常生活品としても愛用している）。
αを危険だと考え、カケルといるとαを倒せないと思い、なじみと共にカケルたちとは別行動をとり、αと戦い、αに殺され9缶（9巻）時点では死亡。
アニメではαが登場しないため、それに付随した展開も無く、死亡せず終了する。
ぶど子
声 - 悠木碧
ぶどうジュースの、アルミ缶のアキカン。オーナーは宮下美咲。身長は135センチ。紫色のロングヘアーをブドウをイメージした紫色の髪飾りで頭の両側で結び、ドリルを作っている。舌足らずな口調でしゃべる。趣味はミサキと星を見ること。勝気な性格なのだがアホの子で、どこか憎めないキャラクター。スリングショットで武器化したグレープの実を飛ばす清涼飲料魔法「サワーグレープス」を使う。
以前、あるアキカンに「アキカン・エレクト」を一方的に挑まれて負けたことを悔しがり、結果として男屋たちにそれをつけこまれてけしかけられ、オーナーである美咲に黙ってカケルとメロンに戦いを挑む。そして（メロン自身の精神的・戦闘技術的な部分の未熟と、カケル自身のトラウマを原因とした状況対応への不備が原因となり）返り討ちに合う形でメロンの「メロメロメロン」の直撃を受け死亡して（つまり一度、メロンに殺されて）しまう。
その後、男屋の手によって失意のミサキの手から引き離され、アキカンのリサイクル・プロジェクトの実験体にされ「RG:A」(recycle grape:aluminiumの略称)として蘇る。蘇生の際に全ての記憶を無くしたが、ミサキへの想いだけは断ち切れずに彼女の心に残り、そしてその思いに突き動かされるように脱走した。「RG:A」として活動している間は舌足らずな口調が抜け、アホの子のごとき言動も消えている。
脱走中にメロンと出会い、彼女と逃げ回りミサキに会おうとするうちに自らの記憶を取り戻した。そして、カケル達の尽力でミサキの元に戻ることが出来、彼らの仲間となる。
アニメではオーナー（美咲）との出会いが描かれておらず、いきなりメロンに対決を迫る登場となる。以降、メロン達を付け狙うもうだつは上がらず、オジャマ虫扱いされる。死亡もせず、その後の展開も無い。
舞（まい）
野菜ジュースのアルミ缶のアキカン。オーナーは塔堂拳介。ショートカットに軽いソバージュをかけた色黒の女性。性格は登場当初の拳介と同様に粗暴でとかく手が出る暴れ屋気質。清涼飲料魔法に野菜の精霊を召喚して攻撃・防御させる「ジベタリアンズ」がある。
しかし、他のアキカンと同様、オーナーを想う気持ちは一途。拳介とカケルが対戦するときは拳介の勝利を祈って陰ながらお百度を踏むという、普段の姿からは想像もつかない「女の子」な一面を見せた。
拳介がカケルに敗れて後は、拳介自身の内面の変化が彼女に影響したのか、ソバージュが取れて普通のショートカットとなり、色黒メイクもしなくなって、よりナチュラルメイクよりとなった。活動的なのは変わらないが、その印象は「不良ギャル少女」から「超健全体育会系少女」のそれへと変貌している。
最近は料理とマッサージに凝っており、拳介のために上達しようと日々がんばっている。ところが、肝心の拳介は「台所で妙な実験をしている」だとか「自分にプロレスの技をかけている」などと勘違いしており、その辺の歯車がドコか噛み合っていない。
アニメでは登場しない。
瑞佳（みずか）
オレンジジュースの、アルミ缶のアキカン。オーナーは茨木和美。瑞佳という名前はオーナーの名前(かずみ)を逆から読んだもの。蜜柑っぽい名前なので本人も気に入っているらしい。
和美とは容姿が瓜二つで、和美が面倒くさい時に彼氏とのデートを変わったりしている。
和美と原宿で仲間にするためにアキカンを探していた際、α、揺花と思われる二人組に連れ去られてしまった。
アニメには登場しない。
ミク
声 - 中島愛
アニメオリジナルキャラクター。ミックスジュースの、スチール缶のアキカン。しかし、どちらの陣営にも属さない。関西弁をしゃべる。オーナーは偶然、缶に口を付けてしまった猫（三毛猫）。その猫はガーリッシュに驚き逃げてしまい、オーナー不在の流浪のアキカンとなってしまう。そのため、オーナーに愛されている他のアキカンを憎み、無差別に襲っていた。他のアキカンを取り込み自身の力を高めることができ、それを清涼飲料魔法でミックスし召喚させ攻撃「レインボー・スプラッシュー・ミキサー」することもでき、また「ゼロ」と呼ばれる取り込んだアキカンの偽物を作り出すことができる。
上記の能力から「最強のアキカン」と呼ばれていたが、オーナーが猫で、しかも逃げてしまったために名無しであり、カケルが「ミク」と命名した。
メロン、エール、ぶど子の三位一体によるコンビネーションと三人の清涼飲料魔法の合体技により敗北した。
コロア/α
コーラのアルミ缶のアキカン。オーナーは東風揺花。あらゆる物質を圧縮する能力を使い、最強のアキカンといわれている。炭酸なので炭酸ガスの噴射もできる。
黒髪のロングヘアーと赤い瞳を持ち、メロンと同様の髪飾り（コーラをイメージして褐色になっている）を頭の両側に着けている。首に黒曜石のような宝玉の付いたチョーカーを巻いており、宝玉の中からはコーラの缶や大剣を取り出す。言葉を発しないが、手ごわい敵に対峙する時には、呪文のようなものを口ずさむことで髪が赤く変色し、チョーカーの宝玉から大剣を取り出して本格的な戦闘態勢に入る。圧縮によってつぶした缶（倒したアキカンや飲み終えたコーラの缶）を大剣に吸収させている。
アニメでは登場しない。

### 弓月学園高等学校
東風 揺花（こちかぜ ゆりか）
声 - 大久保藍子
自称なじみの「恋人」で「魔女」。弓月学園1年C組所属。10月31日生まれで身長は158センチ。授業中などに眼鏡をかける。カケルとは宿敵同士でしょっちゅう喧嘩をしている。エールともなじみを巡ってライバル関係にある。アナログ派で、パソコンや電子機器系に弱い。時折謎めいた言動や本当に不思議な力を持っているように見せることがある。実は男屋の娘でコロアの力でほうきで空を飛んだりする。
アルバイトと称して辻占いを行うことがある。奇術部に所属。
アニメでは男屋との関係には触れていない。また、コロアも未登場。
甘字 五郎（あまじ ごろう）
声 - 岡本信彦
弓月学園1年C組所属。カケルの親友のようなもの。5月26日生まれで身長は171センチ。あだ名はジゴロー。甘字家の長男だが、上に姉が4人いるために五郎という名になる。シスコン。バイク通学でサッカー部所属。ボクシングもやり、顔、性格も良く運動も勉強も出来るのだが、影が薄い。友人のカケルからも「ルイージ」「トヨタの八十点主義を六十点主義にしたような男」「後部座席のシートベルトよりも忘れがちな男」などと呼ばれる不憫な男。揺花に思いを寄せているが、気付いてもらえていない。
白鳥 有（しらとり ゆう）
弓月学園1年C組所属。「三馬鹿」白鳥兄弟の長男。額にホクロがある。容姿は三人とも、垂れた糸目をした下膨れ顔で、おかめ納豆のマークにそっくり。
白鳥 言（しらとり げん）
弓月学園1年C組所属。「三馬鹿」白鳥兄弟の次男。鼻の下にホクロがある。毎年ある時期になると、負け組の男を集めて、「男女交際機会均等法」なる法律を強制執行しようとしている。
白鳥 実（しらとり じつ）
弓月学園1年C組所属。1年C組「三馬鹿」白鳥兄弟の三男。顎にホクロがある。父親の名前は「行」であり、名前の由来は「有言実行」。

### 国家機関
男屋 秀彦（おとや ひでひこ）
声 - 置鮎龍太郎
経済産業省の産業技術環境局規格統一課担当参事官。2月2日生まれで身長は178センチ。35歳。なじみの発言から東京大学出身と思われる。自称「ゲイ」で美少年が大好き。カケルに劣らぬほど下ネタを多用する。だが頭はかなり切れ、若いながら相当な地位にいる男。愛鈴を秘書にしている。「アキカン・エレクト」や「インテリジェンス・ポート計画」の中心人物。愛車はボンドカーで知られるアストンマーティン・V8ヴァンテージ ヴォランテ（第5巻に登場）。ただし、普段はレクサス・GS（3代目）公用車を使用している。
一見、アキカンたちのよき理解者を振舞うが如く行動しているが「アキカン・エレクト」を発案してアキカンたちを殺しあうように仕向けたり、ぶど子に対するリユース計画を発動させたり、その心の内は実はアキカンへのあくなき憎悪に満ちており、特に「愛情」の心を著しく嫌悪している。
アニメでは「アキカン・エレクト」以降の計画はされておらず、理解者風のギャグメーカーとしてのキャラ付けであった。
木崎 愛鈴（きざき あいりん）
声 - 豊口めぐみ
男屋秀彦の秘書であると同時に、弓月学園の非常勤数学教師。1月15日生まれで身長は163センチ。23歳。青森県出身。非常識なキャラクターばっかりの中で数少ない常識人。結構純情で下ネタで赤面するほど。愛鈴と呼ばれるのが恥ずかしく、呼ばれると必ず「木崎です」と返す。服装は地味なスーツ姿が多い。
アニメでは大の猫好き。

### その他
バニー・南海（バニー・なんかい）
声 - 真殿光昭
「La.Coeur palette」（ラ・クール・パレット）というメイド喫茶を経営している中年の厚化粧のニューハーフ。65歳。常にルー大柴のような英語混じりの会話をし、温和な性格。カケルを「ケルケル」、メロンを「メロメロ」など独特なあだ名のつけ方をする。カケルはこの店の馴染み客で、かつてバイトしていたこともある。携帯料金の件でメロンはこの店でバイトをすることになる。
実は日米のハーフを父、日本人を母に持つクォーターで、アメリカ育ち。現在は日本に帰化している。40年前横須賀基地に駐屯中、基地近くの店で踊り子をしていたラビットと出会った。除隊後、彼女と少年野球チームやジャズ喫茶を経て二人で芸能事務所ラビットハッチを設立。しかし、10年ほど経ってバニーの個性を尊重しながらゆっくり育てる育成法と、ラビットの育成法が衝突しだし、バニーのもとで長年芽が出なかった安藤逢華がラビットのもとへ移った途端売れ出した一件の後、自分のやり方に自信を無くしてラビットハッチを去った。そして、開店したのが「La.Coeur palette」である。
アユムの一件でラビットに再会し、アユムのアイドルとしての方向性に疑問を感じてカケルたちによるアユムのコンテスト優勝阻止を手伝った。
カケルが尊敬できる数少ない大人であり、口うるさく注意されて煙たがっていたメロンも、彼のことを尊敬しているようである。
アニメにも登場するが、アユムが登場しないためメロンのバイト先の店長という立場に終始している。
ラビット・巨人（ラビット・きょじん）
芸能事務所ラビットハッチの代表取締役社長。バニーとは古い付き合いだが、登場時には過去のしがらみによってよそよそしい態度をとっていた。バニーと同い年（65歳）であるが、バニーより若く見えるショートカットの中年女性。
自殺しようとして彼女の乗ったタクシーの前に飛び出てきたアユムを見初めてアイドルに勧誘した。時代のニーズに合わせたファンにとっての理想のアイドルを作る育成法をしていた彼女は、アユムに完璧な星流翔子という完璧なアイドルを演じさせようとして多少強引な指導をしていたが、アユムが精神的に追い詰められたことで失敗した。コンテスト後に逢華に諭されバニーと和解している。
名前の由来は読売巨人軍とそのマスコットキャラクター、ジャビット。
天空寺 修介（てんくうじ しゅうすけ）
航空会社スカイエアグループの社長で、なじみの父親。カケルのことは、馬の骨以下の男だと思っている。
天空寺 千鶴（てんくうじ ちづる）
航空会社スカイエアグループの社長夫人で、なじみの母親。カケルのことを気に入っていて、なじみの婿にと思っている。

## 既刊一覧

### 小説
- 藍上陸（著） / 鈴平ひろ（イラスト） 『アキカン！』 集英社〈スーパーダッシュ文庫〉、既刊10巻（2013年3月22日現在）
  1. 2007年5月24日発売[4]、ISBN 978-4-08-630357-6
  2. 2007年7月25日発売[5]、ISBN 978-4-08-630367-5
  3. 2007年10月25日発売[6]、ISBN 978-4-08-630384-2
  4. 2007年12月20日発売[7]、ISBN 978-4-08-630396-5
  5. 2008年4月25日発売[8]、ISBN 978-4-08-630418-4
  6. 2008年8月22日発売[9]、ISBN 978-4-08-630441-2
  7. 2008年12月25日発売[10]、ISBN 978-4-08-630461-0
  8. 2009年4月29日発売[11]、ISBN 978-4-08-630483-2
  9. 2009年10月29日発売[12]、ISBN 978-4-08-630511-2
  10. 2013年3月22日発売[13]、ISBN 978-4-08-630729-1

### 漫画
- 藍上陸（原作） / 鈴平ひろ（キャラクター原案） / 宮野桃太郎（作画） 『アキカン！』 集英社〈ヤングジャンプ・コミックス・ウルトラ〉、2009年6月19日発売[14]、ISBN 978-4-08-877674-3

## テレビアニメ
2008年9月にテレビアニメ化が発表され、2009年1月から3月までBS11で放送された。同年4月からキッズステーションでも放送。このほか、4つのインターネットテレビサイトでストリーミング配信されている。全12話。また、キッズステーションでは一部不適切な表現は修正されている。清涼飲料水のブランド「サンガリア」で知られる日本サンガリアベバレッジカンパニーが「協力」として参加している。

### スタッフ
- 原作 - 藍上陸[2]
- 原作イラスト - 鈴平ひろ[2]
- 監督 - 日巻裕二[2]
- シリーズ構成 - 子安秀明[2]
- キャラクターデザイン・総作画監督 - 田中良[2]
- 美術 - 針生勝文[2]
- 色彩設計 - 原田幸子[2]
- 撮影 - 大熊義明[2]
- 編集 - 関一彦[2]
- 音楽 - 虹音[2]
- 音響監督 - 高寺たけし[2]
- プロデューサー - 大好誠[2]、高取昌史[2]、篠崎真哉[2]
- アニメーション制作 - ブレインズ・ベース[2]
- 製作 - A機関[2]

### 主題歌
オープニングテーマ「ミラクル♡プランができちゃった!」（第1話 - 第6話・OVA）
作詞 - 畑亜貴 / 作曲・編曲 - 小池雅也 / 歌 - ちゃーみー♡くいーん
オープニングテーマ「Juicy Extacy」（第7話 - 第12話）
作詞・作曲・歌 - Little Non / 編曲 - 鈴木マサキ、Little Non
エンディングテーマ「恋空リサイクリング」
作詞・作曲・編曲 - TECHNOBOYS PULCRAFT GREEN-FUND / 歌 - のみこ
featuring メロンソーダ（第1話）
featuring 粒入りグレープジュース（第2話）
featuring ジンジャーエール（ドライ）（第3話）
featuring 烏龍茶（特級）（第4話）
featuring 日本茶（煎茶）（第5話）
featuring コーラ（第6話、歌：のみこ with k.moriya）
featuring エナジードリンク（特番、歌：のみこ with Little Non）
featuring おでん缶（第7話）
featuring ピーチネクター（第8話、歌：のみこ with ちゃーみー♡くいーん）
featuring Afternoon紅茶（第9話）
featuring コーヒー（ブラック、無糖）（第10話）: 編曲が、TVアニメ『スペースコブラ』のOp.「コブラ」の編曲を意識したものになっている。
featuring お汁粉（第11話）
featuring みっくちゅじゅーちゅ（最終話、歌：のみこ feat. 初音ミク）
featuring リサイクリング!（OVA）(シティーハンター Get Wild-remix)

### 各話リスト
| 話数 | サブタイトル             | シナリオ                       | 絵コンテ         | 演出         | 作画監督                 |
| ---- | ------------------------ | ------------------------------ | ---------------- | ------------ | ------------------------ |
| 1    | カンじる!?ファーストキス | 子安秀明                       | 日巻裕二         | 日巻裕二     | 田中良                   |
| 2    | おべんきょうの時カン     | 子安秀明                       | ながはまのりひこ | 木村崇裕     | 坂巻貞彦                 |
| 3    | アキカンのカン情         | 杉原研二                       | 柳瀬雄之         | 柳瀬雄之     | 竹内昭                   |
| 4    | 迷って走ってカンがえて   | 平林佐和子                     | 佐々木奈々子     | 佐々木奈々子 | 森本由布希 阿部航        |
| 5    | デート!?なカン係         | セ川オサム                     | ながはまのりひこ | 開祐二       | 能條理行                 |
| 6    | カン動!人とアキカンと    | 子安秀明                       | 日巻裕二         | 菅原静貴     | 田中良                   |
| 7    | 転校生、大カン迎!        | 子安秀明                       | 山本天志         | 浅見松雄     | 中野圭哉                 |
| 8    | 水着で敏カン             | 杉原研二                       | Royden B         | 木村崇裕     | 坂巻貞彦                 |
| 9    | ココロ、つながる瞬カン   | 平林佐和子                     | 日巻裕二         | 開祐二       | 橋本純一 能條理行        |
| 10   | 変わらぬ今日にカン謝     | 杉原研二 平林佐和子 セ川オサム | 芝久保           | 鹿島典夫     | 桜井木ノ実 大野勉 森川均 |
| 11   | 震カン!最強アキカン      | 子安秀明                       | 山本天志         | 菅原静貴     | 松本健太郎               |
| 12   | 輝く未来にカン杯!        | 子安秀明                       | 佐々木奈々子     | 佐々木奈々子 | 田中良                   |

第6話と第7話の間には、特別番組「アキカン! 〜予定通り特番キター!〜」が放送された。また、第7話は『〜純情編〜』第8話は『〜愛憎編〜』第9話は『〜浪漫編〜』第10話は『〜俺とお前と、アキカンと〜』第11話は『〜別離（わかれ）編〜』第12話は『〜缶結編〜』と題している。

### ミニコーナー（AAC）
本編の終了後に『AAC(Akikan Animenoatono Corner)』と言う題名で、メロン役の成田がナビゲーターを務めるミニコーナーが放送されている。
内容はスタッフやアーティストに出演声優インタビュー、原作小説の朗読（担当は揺花役の大久保）など。街頭で収録したアイキャッチもある。
第7話からはタイトルが『AACR』に変更になった。
DVDにはロングバージョンが収録されている。

### 放送局
| 放送地域 | 放送局             | 放送期間               | 放送日時                 | 放送系列       | 備考                      |
| -------- | ------------------ | ---------------------- | ------------------------ | -------------- | ------------------------- |
| 全国     | BS11               | 2009年1月3日 - 3月28日 | 土曜 24時00分 - 24時30分 | BSデジタル放送 | 『ANIME+』枠              |
| 全国     | バンダイチャンネル | 2009年1月6日 - 3月30日 | 月曜更新                 | ネット配信     | 1週間限定で無料配信       |
| 全国     | Yahoo!動画         | 2009年1月6日 - 3月30日 | 月曜更新                 | ネット配信     | 1週間限定で無料配信       |
| 全国     | BIGLOBEストリーム  | 2009年1月6日 - 3月30日 | 月曜更新                 | ネット配信     | 1週間限定で無料配信       |
| 全国     | GyaO               | 2009年1月6日 - 3月30日 | 月曜更新                 | ネット配信     | 1週間限定で無料配信       |
| 全国     | キッズステーション | 2009年4月2日 - 7月9日  | 木曜 24時00分 - 24時30分 | CS放送         | リピートあり 一部修正あり |

## OVA
2009年10月23日発売『アキカン! 9缶めっ』DVD付き限定版に収録のOVA。ミクとの戦いの後の話で、カケルたち一行が温泉旅行に行くエピソード。
特典映像に「大地カケルの名言・珍言集」・「ノンクレジットエンディング（OVAver.）」を収録。
|     | サブタイトル           | シナリオ | 絵コンテ | 演出     | 作画監督        |
| --- | ---------------------- | -------- | -------- | -------- | --------------- |
| OVA | カン一発!?温泉パニック | 子安秀明 | 日巻裕二 | 日巻裕二 | 亀谷響子 田中良 |

## 関連商品

### ドラマCD
テレビアニメ化に先駆けて、2008年12月19日にマリン・エンタテインメントから発売された（ISBN 978-4-08-901166-9）。発売直後、CDの再生時に不具合が生じる問題が判明し、メーカーが回収を行っている。

### DVD
1. 2009年4月15日発売
2. 2009年5月20日発売
3. 2009年6月17日発売
4. 2009年7月15日発売
5. 2009年8月19日発売
6. 2009年9月16日発売